# أرماندو سانشيز
أرماندو سانشيز هو أمين الخزينة وسياسي فلبيني، ولد في 15 يونيو 1952 في Santo Tomas, Batangas ‏ في الفلبين، وتوفي في 27 أبريل 2010 في ليبا في الفلبين بسبب سكتة دماغية. نشط حزبياً في لاكاس - الديمقراطيون المسيحيون والمسلمون ‏.